# Амангельды (Исатайский район)
Амангельды (каз. Амангелді) — село в Исатайском районе Атырауской области Казахстана. Входит в состав Забурунского сельского округа. Код КАТО — 234237200.

## Население
В 1999 году население села составляло 195 человек (93 мужчины и 102 женщины). По данным переписи 2009 года, в селе проживало 145 человек (75 мужчин и 70 женщин).